# 유도 범주
호몰로지 대수학에서 유도 범주(誘導範疇, 영어: derived category)는 사슬 복합체의 범주에서, 호몰로지들이 같은 사슬 복합체들을 서로 동형으로 간주하도록 변형한 범주이다.

## 정의

### 사슬 호모토피
아벨 범주 {\displaystyle {\mathcal {A}}} 속의 두 (공)사슬 복합체 {\displaystyle C}, {\displaystyle D} 사이의 두 (공)사슬 사상 {\displaystyle f,g\colon C\to D} 사이의 (공)사슬 호모토피(영어: (co)chain homotopy)는 다음과 같이 여러 가지로 정의될 수 있으나,  이 정의들은 서로 동치이다.
같은 정의역과 공역을 갖는 두 (공)사슬 사상 사이에 (공)사슬 호모토피가 존재한다면, 이를 서로 호모토픽한 (공)사슬 사상이라고 한다. 호모토픽 관계는 동치 관계이다. 모든 원소를 0으로 대응시키는 상수 (공)사슬 사상 {\displaystyle 0\in \hom _{\operatorname {Ch} ({\mathcal {A}})}(C,D)}과 호모토픽한 (공)사슬 사상은 널호모토픽 (공)사슬 사상이라고 한다.
호모토픽 관계는 사슬 사상 집합의 아벨 군 구조와 호환되며, 특히 널호모토픽한 사슬 사상들의 부분 집합은 부분군을 이룬다. 두 사슬 사상 {\displaystyle f,g\colon C\to D}이 서로 호모토픽하다는 것은 두 사슬 사상의 차 {\displaystyle f-g}가 널호모토픽하다는 것과 동치이다. 사슬 사상 집합의 호모토픽 관계에 대한 동치류들은 모든 사슬 사상들로 구성된 아벨 군의, 널호모토픽 사슬 사상으로 구성된 부분군에 대한 몫군이다.
사슬 복합체를 대상으로 하고, 사슬 사상의 호모토피류를 사상으로 하는 범주를 사슬 복합체 호모토피 범주(영어: homotopy category of chain complexes) {\displaystyle K({\mathcal {A}})}라고 한다. 이 범주에서 약한 동치를 국소화하면 유도 범주 {\displaystyle \operatorname {D} ({\mathcal {A}})}를 얻는다.

#### 사슬 호모토피의 구체적 정의
아벨 범주 {\displaystyle {\mathcal {A}}} 속의 두 사슬 복합체 {\displaystyle C}, {\displaystyle D} 사이의 두 사슬 사상 {\displaystyle f,g\colon C\to D} 사이의 사슬 호모토피 {\displaystyle h\colon f\Rightarrow g}는 다음과 같은 같은 데이터로 주어진다.
- 각 {\displaystyle i\in \mathbb {Z} }에 대하여, {\displaystyle {\mathcal {A}}} 속의 사상 {\displaystyle h_{i}\colon C_{i}\to D_{i+1}}. (※이는 사슬 사상 {\displaystyle C[1]\to D}를 일반적으로 이루지 않는다.)

이는 다음 조건을 만족시켜야 한다.
- {\displaystyle f_{i}-g_{i}=\partial _{i}^{D}\circ h_{i}+h_{i-1}\circ \partial _{i}^{C}}

이를 공사슬 복합체의 언어로 번역하면 다음과 같다. 아벨 범주 {\displaystyle {\mathcal {A}}} 속의 두 공사슬 복합체 {\displaystyle C^{\bullet }}, {\displaystyle D^{\bullet }} 사이의 두 공사슬 사상 {\displaystyle f,g\colon C^{\bullet }\to D^{\bullet }} 사이의 공사슬 호모토피는 다음과 같은 데이터로 주어진다.
- 각 {\displaystyle i\in \mathbb {Z} }에 대하여, {\displaystyle {\mathcal {A}}} 속의 사상 {\displaystyle h^{i}\colon C^{i}\to D^{i-1}}

이는 다음 조건을 만족시켜야 한다.
- {\displaystyle f^{i}-g^{i}=\mathrm {d} _{D}^{i-1}\circ h^{i}+h^{i+1}\circ \mathrm {d} _{C}^{i}}

#### 사슬 호모토피의 추상적 정의 (왼쪽 호모토피)
아벨 범주 {\displaystyle {\mathcal {A}}} 속의 사슬 복합체 {\displaystyle C}가 주어졌을 때, 다음과 같은 기둥 사슬 복합체(영어: cylinder chain complex)를 정의하자.
{\displaystyle \operatorname {Cyl} (C)_{\bullet }\in \operatorname {Ch} ({\mathcal {A}})}
{\displaystyle \operatorname {Cyl} (C)_{n}=C_{n}\oplus C_{n}\oplus C_{n-1}}
{\displaystyle \partial _{n}^{\operatorname {Cyl} (C)}\colon C_{n}\oplus C_{n}\oplus C_{n-1}\to C_{n-1}\oplus C_{n-1}\oplus C_{n-2}}
{\displaystyle \partial _{n}^{\operatorname {Cyl} (C)}={\begin{pmatrix}\partial _{n}^{C}&0&1\\0&\partial _{n-1}^{C}&-1\\0&0&-\partial _{n-2}^{C}\end{pmatrix}}}
(여기서 2×2 행렬은 2×1 열벡터 위에 작용하며, 열벡터의 첫 성분은 {\displaystyle C_{n}}, 둘째 성분은 {\displaystyle C_{n-1}}이다. 마찬가지로, 행렬을 곱하여 얻는 열벡터의 첫 성분은 {\displaystyle C_{n-1}}, 둘째 성분은 {\displaystyle C_{n-2}}이다.)
여기에는 자연스러운 포함 사상
{\displaystyle \iota ,\iota '\colon C\to \operatorname {Cyl} (C)}
{\displaystyle \iota ={\begin{pmatrix}1\\0\\0\end{pmatrix}}}
{\displaystyle \iota '={\begin{pmatrix}0\\1\\0\end{pmatrix}}}
이 주어진다.
임의의 두 사슬 복합체 {\displaystyle C}, {\displaystyle D} 사이의 두 사슬 사상 {\displaystyle f,g\colon C\to D} 사이의 사슬 호모토피는 다음과 같은 그림을 가환 그림으로 만드는 사슬 사상 {\displaystyle h\colon \operatorname {Cyl} (C)\to D}이다.
{\displaystyle {\begin{matrix}C&{\overset {\iota }{\to }}&\operatorname {Cyl} (C)&{\overset {\iota '}{\leftarrow }}&C\\\|&&{\color {White}\scriptstyle h}\downarrow {\scriptstyle h}&&\|\\C&{\underset {f}{\to }}&D&{\underset {g}{\leftarrow }}&C\\\end{matrix}}}
(이 정의는 사슬 복합체의 모형 범주에서의 왼쪽 호모토피의 정의를 풀어 쓴 것이다.)

#### 사슬 호모토피의 추상적 정의 (오른쪽 호모토피)
아벨 범주 {\displaystyle {\mathcal {A}}} 속의 사슬 복합체 {\displaystyle D}가 주어졌을 때, 다음과 같은 경로 사슬 복합체(經路사슬複合體, 영어: path chain complex)를 정의하자.
{\displaystyle \operatorname {Path} _{n}(D)=D_{n}\oplus D_{n}\oplus D_{n+1}}
{\displaystyle \partial _{n}^{\operatorname {Path} (D)}={\begin{pmatrix}\partial _{n}^{D}&0&(-)^{n}\\0&\partial _{n}^{D}&(-)^{n+1}\\0&0&\partial _{n+1}^{D}\end{pmatrix}}}
여기에는 자연스러운 사상
{\displaystyle \pi ,\pi '\colon \operatorname {Path} (D)\to D}
{\displaystyle \pi ={\begin{pmatrix}1\\0\\0\end{pmatrix}}}
{\displaystyle \pi '={\begin{pmatrix}0\\1\\0\end{pmatrix}}}
이 존재한다.
임의의 두 사슬 복합체 {\displaystyle C}, {\displaystyle D} 사이의 두 사슬 사상 {\displaystyle f,g\colon C\to D} 사이의 사슬 호모토피는 다음과 같은 그림을 가환 그림으로 만드는 사슬 사상 {\displaystyle h\colon C\to \operatorname {Path} (D)}이다.
{\displaystyle {\begin{matrix}D&{\overset {f}{\leftarrow }}&C&{\overset {g}{\to }}&D\\\|&&{\color {White}\scriptstyle h}\downarrow {\scriptstyle h}&&\|\\D&{\underset {\pi }{\leftarrow }}&\operatorname {Path} (D)&{\underset {\pi '}{\to }}&D\\\end{matrix}}}
(이 정의는 사슬 복합체의 모형 범주에서의 오른쪽 호모토피의 정의를 풀어 쓴 것이다.)

#### 구간 사슬 복합체를 통한 사슬 호모토피의 정의
가군 범주에서, 위 정의는 다음과 같이 더 깔끔하게 표현될 수 있다. {\displaystyle {\mathcal {A}}={}_{A}\operatorname {Mod} _{A}={}_{A\otimes _{K}A}\operatorname {Mod} }가 어떤 가환환 {\displaystyle K} 위의 결합 대수 {\displaystyle A} 위의 {\displaystyle (A,A)}-쌍가군들의 아벨 범주라고 하자. 이제, 다음과 같은 구간 사슬 복합체(영어: interval chain complex) {\displaystyle I_{\bullet }}를 정의할 수 있다.
{\displaystyle I_{n}={\begin{cases}0&n\not \in \{0,1\}\\A&n=1\\A\oplus A&n=0\end{cases}}}
{\displaystyle \partial _{1}\colon A\to A\oplus A}
{\displaystyle \partial _{1}={\binom {1}{-1}}}
또한, 자명한 사슬 복합체
{\displaystyle 1_{n}={\begin{cases}0&n\neq 0\\A&n=0\end{cases}}}
을 정의하자. (이는 텐서곱의 항등원이다.) 그렇다면, 두 개의 자명한 사슬 사상
{\displaystyle {\binom {1}{0}},{\binom {0}{1}}\colon 1_{\bullet }\to I_{\bullet }}
이 존재한다. (기호 {\displaystyle \textstyle {\binom {1}{0}}}와 {\displaystyle \textstyle {\binom {0}{1}}}는 등급 0의 성분의 2×1행렬 표현이다.) 이제,
{\displaystyle \operatorname {Cyl} _{\bullet }(C)=I\otimes _{\bullet }C}
{\displaystyle \operatorname {Path} _{\bullet }(D)=\hom _{\bullet }(I,D)}
임을 쉽게 확인할 수 있다.
그렇다면, 사슬 사상 {\displaystyle f,g\colon C\to C} 사이의 사슬 호모토피는 다음 그림을 가환 그림으로 만드는 사슬 사상
{\displaystyle h\colon I\otimes C\to D}
이다.
{\displaystyle {\begin{matrix}1\otimes C&{\overset {\binom {1}{0}}{\to }}&I\otimes C&{\overset {\binom {0}{1}}{\leftarrow }}&1\otimes C\\\|&&{\color {White}\scriptstyle h}\downarrow {\scriptstyle h}&&\|\\C&{\underset {f}{\to }}&D&{\underset {g}{\leftarrow }}&C\\\end{matrix}}}

### 유도 범주의 일반적 정의
아벨 범주 {\displaystyle {\mathcal {C}}}가 있다고 하자. 그렇다면, 그 유도 범주 {\displaystyle \operatorname {D} ({\mathcal {C}})}는 다음과 같은 범주이다.
- {\displaystyle \operatorname {D} ({\mathcal {C}})}의 대상들은 {\displaystyle {\mathcal {C}}}의 사슬 복합체들이다. 즉, 대상들은 사슬 복합체의 범주 {\displaystyle \operatorname {Comp} ({\mathcal {C}})}와 같다.
- {\displaystyle \operatorname {D} ({\mathcal {C}})}의, 사슬 복합체 {\displaystyle C_{\bullet }}, {\displaystyle D_{\bullet }} 사이의 사상은 {\displaystyle C_{\bullet }{\xleftarrow {q_{\bullet }}}E_{\bullet }{\xrightarrow {f_{\bullet }}}D_{\bullet }}와 같은 꼴의 두 사슬 사상들 {\displaystyle q_{\bullet }\colon E_{\bullet }\to C_{\bullet }}, {\displaystyle f_{\bullet }\colon E_{\bullet }\to D_{\bullet }}의 순서쌍 {\displaystyle (q_{\bullet },f_{\bullet })=f_{\bullet }q_{\bullet }^{-1}}의 동치류이다. 여기서
  - {\displaystyle q_{\bullet }\colon E_{\bullet }\to C_{\bullet }}은 유사동형(영어: quasi-isomorphism)이다. 즉, {\displaystyle q_{\bullet }}로 유도되는, 호몰로지 사이의 사상 {\displaystyle q_{\bullet }^{*}\colon H_{\bullet }(E)\to H_{\bullet }(C)}이 동형사상이다.
  - {\displaystyle f_{\bullet }\colon E_{\bullet }\to D_{\bullet }}는 임의의 사슬 사상이다.
  - 서로 다른 두 순서쌍 {\displaystyle f_{\bullet }q_{\bullet }^{-1}}, {\displaystyle f'_{\bullet }q_{\bullet }'^{-1}}가 서로 호모토픽하다면 서로 동치라고 한다. 즉, 만약 {\displaystyle C_{\bullet }{\xleftarrow {q_{\bullet }}}E_{\bullet }{\xrightarrow {f_{\bullet }}}D_{\bullet }}와 {\displaystyle C_{\bullet }{\xleftarrow {q'_{\bullet }}}E'_{\bullet }{\xrightarrow {f'_{\bullet }}}D_{\bullet }}가 다음을 만족시킨다면, 같은 동치류에 속한다.
    - {\displaystyle E_{\bullet }=E'_{\bullet }}
    - {\displaystyle f_{\bullet }}와 {\displaystyle f'_{\bullet }}는 서로 호모토픽하다.
    - {\displaystyle q_{\bullet }}와 {\displaystyle q'_{\bullet }}는 서로 호모토픽하다.

이 정의는 다음과 같은, 집합론적인 문제를 야기한다.
- 만약 {\displaystyle {\mathcal {A}}}가 국소적으로 작은 범주라면 (즉, 두 대상 사이의 모든 사상들이 집합을 이룬다면), 그 유도 범주는 국소적으로 작은 범주가 되지 못할 수 있다.
- 만약 {\displaystyle {\mathcal {A}}}가 국소적으로 작은 범주가 아닐 수 있다면 (즉, 두 대상 사이의 모든 사상들이 모임을 이룬다면), 그 유도 범주의 경우 두 대상 사이의 사상들이 심지어 모임을 이루지 못할 수 있다.

### 유도 범주의 모형 범주 이론을 통한 정의
일부 아벨 범주의 경우, 모형 범주의 이론을 통해 집합론적인 문제를 피할 수 있다. 구체적으로, 만약 아벨 범주 {\displaystyle {\mathcal {A}}} 위의 사슬 복합체 범주 {\displaystyle \operatorname {Ch} _{\bullet }({\mathcal {A}})} 위에, 다음 조건을 만족시키는 모형 범주 구조가 존재한다면, 그 호모토피 범주로서 유도 범주를 구성할 수 있다.
- 약한 동치는 유사동형이다.
- 올대상이자 쌍대올대상인 두 대상 사이의 사상이 호모토픽할 필요 충분 조건은 이 둘 사이에 사슬 호모토피가 존재하는 것이다.

#### 사영 모형 구조를 통한 정의
사영 대상을 충분히 가지는 아벨 범주 {\displaystyle {\mathcal {A}}} 위의, 음이 아닌 차수의 사슬 복합체 범주 {\displaystyle \operatorname {Ch} _{\geq 0}({\mathcal {A}})}에는 다음과 같은 모형 범주 구조가 존재한다.
| 약한 동치       | 사슬 복합체의 유사동형                                          |
| 올뭉치          | 양의 차수에서 각 성분이 전사 사상인 사슬 사상                   |
| 쌍대올뭉치      | 각 성분이 단사 사상이며, 각 성분의 여핵이 사영 대상인 사슬 사상 |
| 올대상          | 모든 사슬 복합체                                                |
| 올대상 분해     | (원래 사슬 복합체와 같음)                                       |
| 쌍대올대상      | 모든 성분이 사영 대상인 사슬 복합체                             |
| 쌍대올대상 분해 | 사영 분해                                                       |

아벨 범주 {\displaystyle {\mathcal {A}}}의 음이 아닌 차수 유도 범주 {\displaystyle \operatorname {D} _{\geq 0}({\mathcal {A}})}는 {\displaystyle \operatorname {Ch} _{\bullet }({\mathcal {A}})}의 위 모형 범주 구조에 대한 호모토피 범주이다. 즉, 다음과 같다.
- {\displaystyle \operatorname {D} ({\mathcal {A}})}의 대상은 모든 성분이 사영 대상인 사슬 복합체이다.
- 두 사슬 복합체 {\displaystyle C_{\bullet }}, {\displaystyle D_{\bullet }} 사이의 {\displaystyle \operatorname {D} ({\mathcal {A}})}-사상은 그 사이의 사슬 사상의 (사슬 호모토피에 대한) 호모토피류이다.

이 경우, 다음과 같은 함자를 정의할 수 있다.
{\displaystyle F\colon \operatorname {Ch} _{\bullet }({\mathcal {A}})\to \operatorname {D} _{\geq 0}({\mathcal {A}})}
이는 구체적으로 다음과 같다.
- {\displaystyle F}는 사슬 복합체 {\displaystyle C_{\bullet }}를 이와 유사동형이며, 사영 대상만으로 구성된 사슬 복합체 {\displaystyle {\hat {C}}_{\bullet }}로 대응시킨다. 이 유사동형을 {\displaystyle s_{C}\colon {\hat {C}}_{\bullet }\to C_{\bullet }}라고 하자.
- {\displaystyle F}는 두 공사슬 복합체 사이의 공사슬 사상 {\displaystyle f\colon C_{\bullet }\to D_{\bullet }}를, {\displaystyle f\circ s_{C}=s_{D}\circ {\hat {f}}}인 {\displaystyle {\hat {f}}\colon {\hat {C}}_{\bullet }\to {\hat {D}}_{\bullet }}로 대응시킨다.

#### 단사 모형 구조를 통한 정의
마찬가지로, 단사 대상을 충분히 가지는 아벨 범주 {\displaystyle {\mathcal {A}}} 위의, 음이 아닌 차수의 공사슬 복합체 범주 {\displaystyle \operatorname {Ch} ^{\geq 0}({\mathcal {A}})}에는 다음과 같은 모형 범주 구조가 존재한다.
| 약한 동치       | 공사슬 복합체의 유사동형                                        |
| 올뭉치          | 각 성분이 전사 사상이며, 각 성분의 핵이 단사 대상인 공사슬 사상 |
| 쌍대올뭉치      | 양의 차수에서 각 성분이 단사 사상인 공사슬 사상                 |
| 올대상          | 모든 성분이 단사 대상인 공사슬 복합체                           |
| 올대상 분해     | 단사 분해                                                       |
| 쌍대올대상      | 모든 공사슬 복합체                                              |
| 쌍대올대상 분해 | (원래 사슬 복합체와 같음)                                       |

아벨 범주 {\displaystyle {\mathcal {A}}}의 유도 범주 {\displaystyle \operatorname {D} ^{\geq 0}({\mathcal {A}})}는 {\displaystyle \operatorname {Ch} ^{\bullet }({\mathcal {A}})}의 위 모형 범주 구조에 대한 호모토피 범주이다. 즉, 다음과 같다.
- {\displaystyle \operatorname {D} ({\mathcal {A}})}의 대상은 모든 성분이 단사 대상인 공사슬 복합체이다.
- 두 공사슬 복합체 {\displaystyle C^{\bullet }}, {\displaystyle D^{\bullet }} 사이의 {\displaystyle \operatorname {D} ({\mathcal {A}})}-사상은 그 사이의 사슬 사상의 (공사슬 호모토피에 대한) 호모토피류이다.

이 경우, 다음과 같은 함자를 정의할 수 있다.
{\displaystyle F\colon \operatorname {Ch} ^{\bullet }({\mathcal {A}})\to \operatorname {D} ^{\geq 0}({\mathcal {A}})}
이는 구체적으로 다음과 같다.
- {\displaystyle F}는 공사슬 복합체 {\displaystyle C^{\bullet }}를 이와 유사동형이며, 단사 대상만으로 구성된 공사슬 복합체 {\displaystyle {\hat {C}}^{\bullet }}로 대응시킨다. 이 유사동형을 {\displaystyle r_{C}\colon C^{\bullet }\to {\hat {C}}^{\bullet }}라고 하자.
- {\displaystyle F}는 두 공사슬 복합체 사이의 공사슬 사상 {\displaystyle f\colon C^{\bullet }\to D^{\bullet }}를, {\displaystyle r_{D}\circ f={\hat {f}}\circ r_{C}}인 {\displaystyle {\hat {f}}\colon {\hat {C}}^{\bullet }\to {\hat {D}}^{\bullet }}로 대응시킨다.

#### 비(非)유계 차수 유도 범주
위의 두 구성은 유도 범주 {\displaystyle \operatorname {D} ({\mathcal {A}})}의 특별한 부분 범주 {\displaystyle \operatorname {D} _{\leq 0}({\mathcal {A}})}, {\displaystyle \operatorname {D} _{\geq 0}({\mathcal {A}})}들을 정의한다. 만약 모든 정수 등급을 가질 수 있는 유도 범주 {\displaystyle \operatorname {D} ({\mathcal {A}})}를 정의하려면, 다음과 같은 경우들이 알려져 있다.
- 만약 아벨 범주 {\displaystyle {\mathcal {A}}}가 그로텐디크 아벨 범주라면, 모든 사슬 복합체의 범주 {\displaystyle \operatorname {Ch} _{\bullet }({\mathcal {A}})} 위에, 그 유도 범주를 호모토피 범주로 갖는 모형 범주 구조가 존재한다.[3]:Proposition 3.13 이는 단사 모형 구조(영어: injective model structure)라고 한다.[4]:2441 그러나 이 모형 구조는 대체로 텐서곱과 잘 호환되지 못한다. 예를 들어, 가환환 위의 가군 범주의 사슬 복합체 범주에 단사 모형 구조를 부여하면, 이는 모노이드 모형 범주를 이루지 못한다.

| 개념       | 정의      |
| ---------- | --------- |
| 약한 동치  | 유사동형  |
| 쌍대올뭉치 | 단사 사상 |
- 환 {\displaystyle K} 위의 왼쪽 가군의 범주 {\displaystyle _{R}\operatorname {Mod} } 위에는 다음과 같은 표준 모형 구조(영어: standard model structure)라는 모형 범주 구조가 존재한다.[5]:41, Definition 2.3.3

| 개념              | 사상 {\displaystyle f\colon C_{\bullet }\to D_{\bullet }}에 대한 정의 |
| ----------------- | --- |
| 약한 동치         | 유사동형: {\displaystyle f_{*}\colon \operatorname {H} _{\bullet }(C)\to \operatorname {H} _{\bullet }(D)}는 사슬 복합체의 동형                                              |
| 올뭉치            | 모든 {\displaystyle n\in \mathbb {N} }에 대하여, {\displaystyle f_{n}}이 전사 함수[5]:41, Proposition 2.3.4                                                                  |
| 자명한 쌍대올뭉치 | {\displaystyle \ker _{\bullet }f}가 사영 대상인 사슬 복합체이며, 모든 {\displaystyle n\in \mathbb {N} }에 대하여 {\displaystyle f_{n}}이 단사 함수[5]:44, Proposition 2.3.10 |
또한, 만약 {\displaystyle R}가 가환환이라면 이는 텐서곱에 대하여 모노이드 모형 범주를 이룬다.:111, Proposition 4.2.13
- 특별한 환 달린 공간 {\displaystyle (X,{\mathcal {O}}_{X})} 위의 가군층 아벨 범주 {\displaystyle \operatorname {Mod} _{{\mathcal {O}}_{X}}}의 사슬 복합체 범주 위에는 (텐서곱에 대한) 모노이드 모형 범주 구조가 존재한다.[5]:1452–1453, Corollary 3.7
- {\displaystyle (X,{\mathcal {O}}_{X})}가 콤팩트 공간인 분리 스킴일 때, 그 위의 준연접층의 아벨 범주 {\displaystyle \operatorname {QCoh} (X)} 위의 사슬 복합체 범주 {\displaystyle \operatorname {Ch} _{\bullet }(\operatorname {QCoh} (X))} 위에는 (텐서곱에 대한) 모노이드 모형 범주 구조가 존재한다.[6]

## 연산
두 아벨 범주 {\displaystyle {\mathcal {A}},{\mathcal {B}}} 사이의 함자 {\displaystyle F\colon {\mathcal {A}}\to {\mathcal {B}}}의 오른쪽 유도 함자 {\displaystyle \operatorname {R} ^{i}F}는 어떤 대상 {\displaystyle X\in {\mathcal {A}}}를 그 단사 분해
{\displaystyle 0\to X\to I^{0}\to I^{1}\to I^{2}\to \cdots }
의 상
{\displaystyle 0\to F(X)\to F(I^{0})\to F(I^{1})\to F(I^{2})\to \cdots }
의 코호몰로지
{\displaystyle \operatorname {R} ^{i}F(X)={\frac {\ker(F(I^{i})\to F(I^{i+1}))}{\operatorname {im} (F(I^{i-1})\to F(I^{i}))}}}
로 대응시킨다. 이는 {\displaystyle {\mathcal {A}}}에서 {\displaystyle \operatorname {Comp} ({\mathcal {B}})}로 가는 “함자”의 코호몰로지로 생각할 수 있는데, 사실 이러한 함자는 (단사 분해가 유일하지 않으므로) 존재하지 않는다. 이에 반해, 유도 함자 사이에는 다음 성질을 만족시키는 전체 유도 함자(全體誘導函子, 영어: total derived functor) {\displaystyle \operatorname {R} F\colon \operatorname {D} ({\mathcal {A}})\to \operatorname {D} ({\mathcal {B}})}가 존재한다.
{\displaystyle \operatorname {R} ^{i}F(X)=\operatorname {H} ^{i}(\operatorname {R} F(X))}
즉, {\displaystyle i}번째 유도 함자는 전체 유도 함자의 {\displaystyle i}번째 코호몰로지가 된다.

## 성질
아벨 범주의 유도 범주는 일반적으로 아벨 범주가 아니지만, 삼각 분할 범주이며 따라서 가법 범주이다.
모든 유사동형은 호모토피이므로, 사슬 복합체의 범주 {\displaystyle \operatorname {Comp} ({\mathcal {C}})}에서 유도 범주 {\displaystyle \operatorname {D} ({\mathcal {C}})}로 가는 표준적(canonical) 함자 {\displaystyle \operatorname {Comp} ({\mathcal {C}})\to \operatorname {D} ({\mathcal {C}})}가 존재한다.

### 삼각 분할 범주 구조
유도 범주 {\displaystyle \operatorname {D} ({\mathcal {A}})}는 자연스럽게 삼각 분할 범주를 이룬다.
사슬 사상 {\displaystyle f\colon C\to D}의 사상뿔(영어: mapping cone) {\displaystyle \operatorname {cone} f\in \operatorname {Ch} _{\bullet }({\mathcal {A}})}을 다음과 같이 정의하자.
{\displaystyle (\operatorname {cone} f)_{\bullet }=(C[1]\oplus D)_{\bullet }=C_{\bullet -1}\oplus D_{\bullet }}
{\displaystyle \partial ^{\operatorname {cone} f}={\begin{pmatrix}\partial ^{C}&0\\f[1]&\partial ^{D}\end{pmatrix}}}
여기서, 사상뿔의 경계 사상은 열벡터 {\displaystyle \textstyle {\binom {c}{d}}\;(c\in C[1]_{\bullet }=C_{\bullet -1},\;d\in D_{\bullet })} 위에 작용하는 2×2 행렬이다.
그렇다면, 현수 {\displaystyle C\to C[1]}를 자기 동치로, 사상뿔을 특별 삼각형으로 삼으면 {\displaystyle \operatorname {D} _{\bullet }({\mathcal {A}})}는 삼각 분할 범주를 이룬다.

## 역사
유도 범주의 개념은 1960년대에 알렉산더 그로텐디크와 그 제자 장루이 베르디에가 도입하였다. 베르디에는 박사 학위 논문에서 유도 범주의 이론을 집대성하였다. (같은 논문에서 베르디에는 삼각 분할 범주의 개념을 함께 도입하였다.) 이 박사 학위 논문은 오랫동안 출판이 지연되다가, 1996년에 출판되었다.

## 같이 보기
- 연접층 코호몰로지